# 弓形貝屬
弓形貝屬是弓形貝科下已滅絕的一個屬，生存於中奧陶紀至晚白堊紀，生活在海床的鬆軟沉積中。

## 特徵
這種腕足動物的體型從很小到中等均有，殼形呈帽狀，沿著鉸合線展開時達到最寬。腹殼上有巨大的三角形鉸合面，並在頂部附近有大的肉莖孔，以及由中央輻散、朝前緣逐漸加寬的肋及溝槽。背殼微微凸起，上面有相似的褶皺和凹陷。兩殼上獨特而醒目的肋和溝槽，使前緣閉合線呈現波浪狀。

## 物種[1]
- Cyrtina (Cyrtina) Davidson, 1858
- Cyrtina billingsi Meek, 1868
- Cyrtina hamiltonensis Hall, 1857
- Cyrtina minuta Wang, 1985
- Cyrtina varia Clarke, 1900

## 外部連結
- Cyrtina in the Paleobiology Database